# Mnata
Mnata (češko Mnata)  je bil drugi od sedmih čeških mitskih knezov med (prav tako mitskim) Přemyslom Oračem, ustanoviteljem dinastije Přemyslidov, in prvim zgodovinskim knezom Bořivojem I. Imena knezov so bila prvič zapisana v 
Kozmovi kroniki in nato prenesena v večino zgodovinskih knjig 19. stoletja, vključno z Zgodovino češkega naroda na Češkem in Moravskem Františka Palackega.
Ena od teorij o številu knezov je podprta s freskami na stenah Rotunde svete Katarine v Znojmu na Moravskem. Anežka Merhautová ji oporeka in trdi, da freske prikazujejo člane dinastije Přemyslidov, vključno z mlajšimi moravskimi knezi.

## Izvor imena
Za Mnatovo ime se domneva, da izhaja iz češke besede "mníti" – "zapomniti si". 
Záviš Kalandra domneva da so imena sedmih knezov  nejasna staroslovanska imena sedmih dni v tednu. Mnata je bil drugi dan v tednu in zveni podobno kor nemški Montag.
Tretja teorija pravi, da so imena po pomoti nastala iz povezanega in delno prekinjenega starega slovanskega besedila.